# ヤンニクラス・シュトックリン
ヤンニクラス・シュトックリン（Jan-Niclas Stöcklin、1990年5月11日 - ）は、ドイツのニーダーザクセン州リューネブルク出身の野球選手(投手)。現在は、ドイツの国内リーグである野球ブンデスリーガのマインツ・アスレチックスに所属している。
オーストラリアン・ベースボールリーグ(ABL)での登録名はヤン・シュトックリン。

## 経歴
2012年から2013年はマンハイム・トルネードスでプレー。2014年にマインツ・アスレチックスへ移籍した。同年は14試合に登板し、7勝3負、防御率1.47、136奪三振を記録。過去2シーズンは防御率が3点台の後半だったが、同年は1点台と一皮剥けた安定感を見せた。また、例年イニング数の半分以上与えていた四球も26個と、制球も安定。
オフには第33回ヨーロッパ野球選手権大会のドイツ代表に選出された。9月14日のイギリス戦で先発登板し、7回12奪三振無失点の成績を記録し勝利投手となっている。
2015年2月17日に「GLOBAL BASEBALL MATCH 2015 侍ジャパン 対 欧州代表」の欧州代表にルーク・ゾマーと共にドイツ人として選出された。ただ、登板することは無かった。
冬季にはオーストラリアのウィンターリーグであるオーストラリアン・ベースボールリーグ(ABL)に参加し、シドニー・ブルーソックスに所属した。12試合に先発登板し、4勝4敗、防御率4.89、39奪三振を記録した。同年のABLオールスターゲームの世界選抜に選出された。
2016年3月に第4回WBC予選のドイツ代表に選出された。

## プレースタイル
投法はオーバースロー。190cmの長身から繰り出される速球は最速145km超を計測するが、コントロールに難あり。

## 詳細情報

### 記録
ABL
- オールスターゲーム 選出1回：2015年

### 背番号
ABL
- 41 (2015-16)

### 代表歴
- 2014年ヨーロッパ野球選手権大会ドイツ代表
- 2017 ワールド・ベースボール・クラシック・ドイツ代表